# Biblioteca Bodleiana

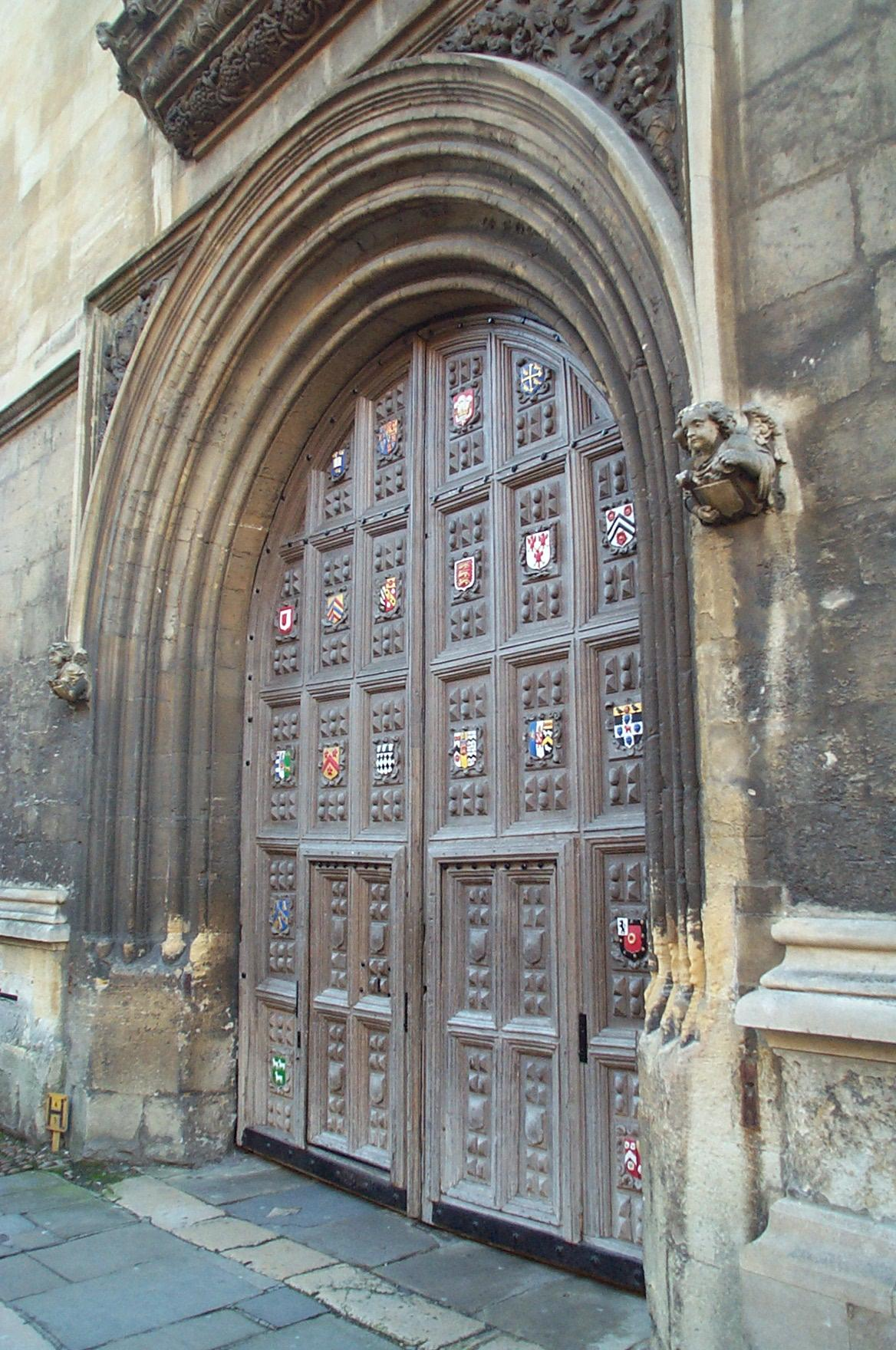
Entrada a la Biblioteca, con los escudos de armas de varios colegios de Oxford.

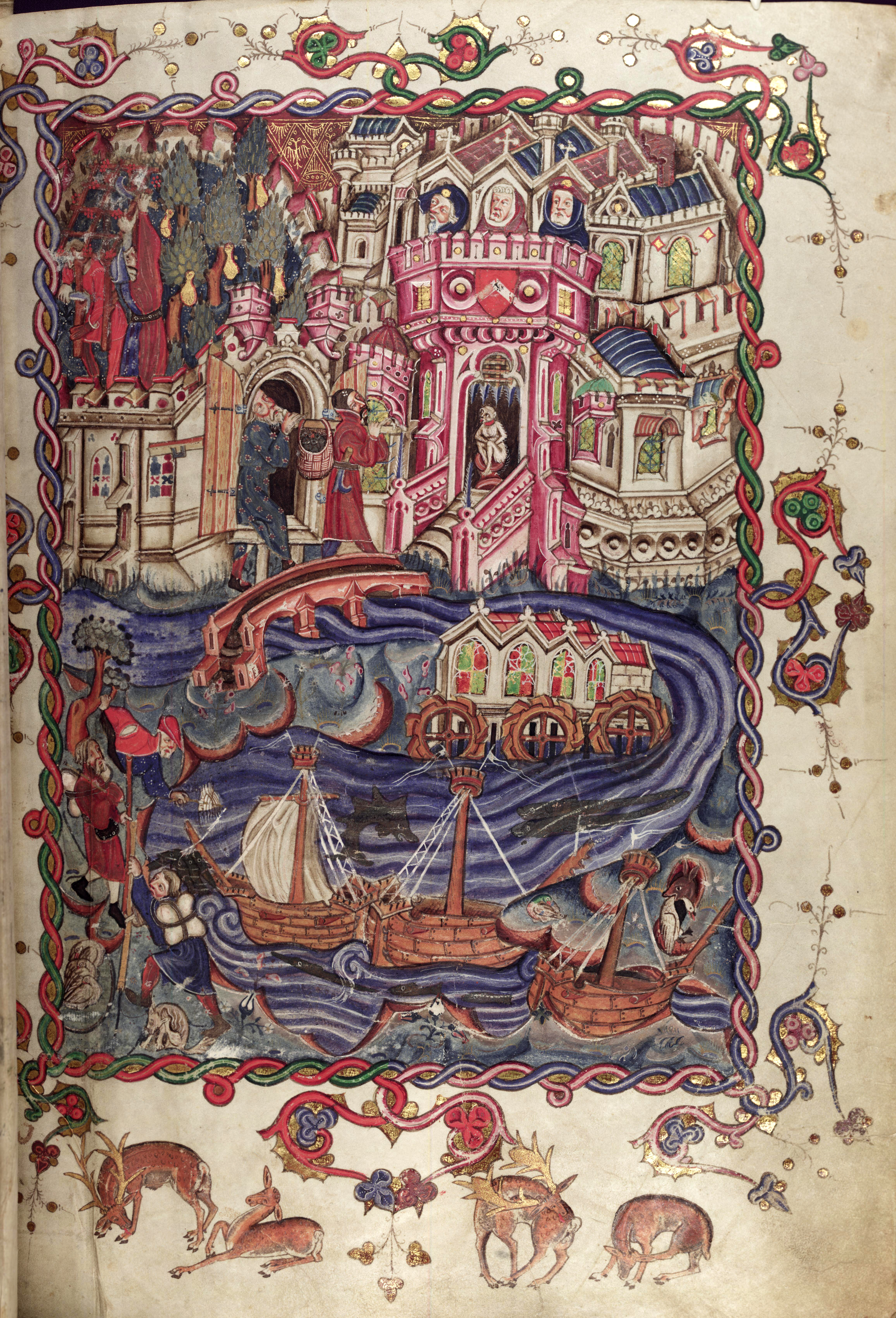
Miniatura del Li Romans d’Alixandre en un manuscrito iluminado de Jehan de Grise, 1338-44. Oxford, Bodleian Library, ms. 264, f1r.

La biblioteca Bodleiana (en inglés: Bodleian Library) es la principal biblioteca de investigación de la Universidad de Oxford, Inglaterra. Es una de las bibliotecas más antiguas de Europa, y en Inglaterra solo la supera en tamaño la Biblioteca Británica. Es una de las cinco bibliotecas de depósito de derechos de autor en el Reino Unido.

## Historia
La biblioteca Bodleiana (oficialmente Bodley's Library) en Oxford —conocida de manera informal durante siglos para los eruditos oxonianos como «The Bod»— se inauguró en 1602 con una colección de dos mil libros reunidos por Thomas Bodley (del Merton College de Oxford) para sustituir a la biblioteca que había sido donada a la Divinity School por Hunfredo de Gloucester (hermano de Enrique V de Inglaterra), pero que se había dispersado durante el siglo XVI.
En 1610, Bodley llegó a un acuerdo con la Worshipful Company of Stationers and Newspaper Makers de Londres para depositar en la biblioteca una copia de cada libro que registrasen. La colección Bodleiana creció tan rápido que se necesitó una primera ampliación del edificio en 1610-1612, y otra en 1634-1637. Cuando John Selden murió en 1654, legó a la Bodleiana su gran colección de libros y manuscritos. 
En 1911, la «Copyright Act» mantuvo el acuerdo con los estacionarios o stationers haciendo que la Bodleiana fuera una de las seis (en aquel entonces) bibliotecas del Reino Unido depositarias de una copia de cada libro con derechos de autor.
En 1913 se abrieron dos plantas para almacenaje bajo la Cámara Radcliffe y la plaza Radcliffe. En los años 30 del siglo XX se abrieron un nuevo y amplio almacén y una sala de lectura, el edificio New Bodleian (Nueva Bodleiana). Un túnel bajo la calle Broad conecta la Vieja y la Nueva Bodleiana.

## Localización
La Biblioteca Bodleiana ocupa un grupo de cinco edificios cerca de Broad Street: la Biblioteca Duke Humfrey, del siglo XV; el Cuadrángulo de las Escuelas, del siglo XVII; el Edificio Clarendon, del siglo XVIII; y la Cámara Radcliffe y la Biblioteca Weston, de los siglos XX y XXI, respectivamente. Desde el siglo XIX se han construido varias tiendas subterráneas, mientras que el área principal de almacenamiento fuera del sitio se encuentra en South Marston, en las afueras de Swindon.

## Torre de los Cinco Órdenes
Una parte de la Biblioteca Bodleiana se encuentra en la llamada Torre de los Cinco Órdenes (Tower of the Five Orders). La torre recibe este nombre porque está ornamentada, en sentido ascendente, con columnas de cada uno de los cinco órdenes de la arquitectura clásica: dórico, toscano, jónico, corintio y compuesto.
El astrónomo Thomas Hornsby observó el tránsito de Venus desde esta torre en 1769.

## La biblioteca hoy

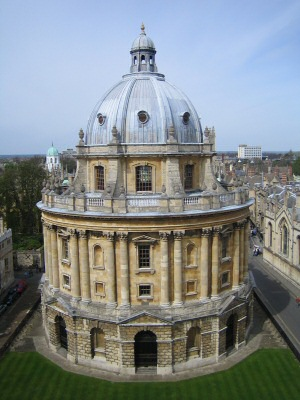
Cámara Radcliffe.

Hoy, la Biblioteca Bodleiana incluye varias áreas de almacenamiento externas así como otras nueve bibliotecas en Oxford. Estos lugares contienen nueve millones de artículos en 176 kilómetros de baldas, y tienen asientos para 2500 lectores:
- la Biblioteca Japonesa Bodleiana
- la Biblioteca de Derecho Bodleiana
- la Biblioteca Hooke
- la Biblioteca del Instituto Indio
- la Biblioteca del Instituto Oriental
- la Biblioteca de Filosofía
- la Biblioteca de Ciencias Radcliffe
- la Biblioteca Bodleiana de la Commonwealth y Estudios Africanos en la Casa Rhodes
- la Biblioteca Vere Harmsworth

Antes de que se les conceda acceso a la biblioteca, los nuevos lectores deben aceptar una declaración formal. Esta declaración era tradicionalmente un juramento oral, pero ahora generalmente se hace mediante la firma de una carta con un efecto similar. Todavía se realizan ceremonias en las que los lectores recitan la declaración para quienes deseen realizarlas; estos ocurren principalmente al comienzo del período de Michaelmas de la Universidad. Los lectores externos (los que no pertenecen a la Universidad) aún deben recitar la declaración oralmente antes de la admisión. La Oficina de Admisiones de Bodleian ha acumulado una gran colección de traducciones de la declaración, que cubren más de cien idiomas diferentes a partir de la primavera de 2017, para permitir que aquellos que no son hablantes nativos de inglés lo reciten en su primer idioma. El texto en inglés de la declaración es el siguiente:

Juro no sacar de la Biblioteca, ni marcar, modificar o dañar de modo alguno, ningún volumen, documento u otro objeto perteneciente a esta Biblioteca o bajo su custodia, o dañarla bien sea por el fuego o la llama, y no fumaré en la Biblioteca, y prometo obedecer todas las normas de la Biblioteca.
Do fidem me nullum librum vel instrumentum aliamve quam rem ad Bibliothecam pertinentem, vel ibi custodiae causa depositam, aut e bibliotheca sublaturum esse, aut foedaturum deformaturum aliove quo modo laesurum; item neque ignem nec flammam in Bibliothecam inlaturum vel in ea accensurum, neque fumo nicotiano aliove quovis ibi usurum; item promitto me omnes leges ad Bibliothecam Bodleianam attinentes semper observaturum esse.
Leges Bibliothecae Bodleianae alta voce prae legendae custodis iussu.

## Desarrollo digital

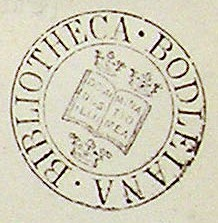
Sello de la biblioteca en un libro de 1830.

La Oxford Digital Library (ODL) es un componente clave de la estrategia digital de los Oxford University Library Services (OULS). Se ha establecido para desarrollar la infraestructura técnica para un servicio avanzado, proporcionando acceso en línea a las colecciones. La biblioteca Bodleiana también ha ofrecido su apoyo al establecimiento de la biblioteca digital de libre acceso Journal Server y alojado recursos de los Oxford Digital Library Servers. La Biblioteca Digital Oxford comenzó a operar en julio de 2001 y tiene una pequeña  colección de archivos digitales.

## Tesoros de la biblioteca

### Colección de manuscritos
- Los Manuscritos Ashmole (incluyendo el  Bestiario Ashmole), coleccionado por Elias Ashmole.
- Los Manuscritos Carte, coleccionados por Thomas Carte (1686–1754).
- Los Manuscritos Douce, donados a la biblioteca por Francis Douce en 1834.
- Los Manuscritos Laud, donados a la biblioteca por el arzobispo William Laud entre 1635 y 1640.
- Las cartas del poeta Percy Bysshe Shelley.
- La Colección Drower (DC), donada por E. S. Drower, es la colección de manuscritos mandeos más grande del mundo.[7]

### Manuscritos individuales
- Códice Bodley
- Codex Ebnerianus
- Codex Laudianus
- Códice Laud
- Códice Mendoza
- Codex Tischendorfianus III
- Codex Tischendorfianus IV
- El Huntington MS 17, el manuscrito más antiguo con los cuatro evangelios completos  en copto.
- Cuatro copias de la Carta Magna.
- El manuscrito íntegro del Cantar de Roldán fechado entre 1129 y 1165.
- El Manuscrito Vernon (Oxford, Bodleian Library, MS Eng. poet.a.1), el manuscrito superviviente en inglés medio más largo e importante.[8][9]
- Manuscrito de Bajshali, Manuscrito Bower y Manuscrito Weber, textos antiguos escritos en sánscrito.
- Codex Brucianus (Bruce 96), manuscrito en copto y uno de los tres manuscritos supervivientes que contiene copias completas de todas las escrituras gnósticas.

### Libros impresos individuales
- Una Biblia de Gutenberg, c. 1455, una de las 21 únicas copias completas supervivientes.
- First Folio de William Shakespeare, 1623.
- Bay Psalm Book ("Libro de Salmos de la Bahía"), 1640. Una de las 11 copias supevivientes conocidas del primer libro impreso en Norteamérica, y la única copia fuera de los Estados Unidos.
- El primer libro impreso en árabe con tipos móviles (Vet. Or. f. Arab. 1) en 1514.[10]

### Otros
- El Mapa Gough o Mapa Bodleiano, un mapa bajomedieval de la isla de Gran Bretaña.[11]
- El Siksha-patri.
- Selden Carol Book ("Libro de villancicos de Selden"), datado en el siglo XV.[12]
- Una copia manuscrita de El libro del álgebra, de Al-Juarismi.[13]

## La biblioteca Bodleiana en la cultura popular

### Localización de filmación
La bella arquitectura de la Biblioteca ha hecho que se rueden varias películas en esta localización. Puede verse en Another Country (1984), La locura del rey Jorge (1994) y en las dos primeras cintas de la saga Harry Potter, donde la  Divinity School se hace pasar por ala del hospital de Hogwarts y la Biblioteca Duke Humphrey es la biblioteca de Hogwarts, respectivamente. La Cámara Radcliffe aparece en la película El Santo (1997). En El nuevo mundo (2005) el edificio de la biblioteca es la entrada a la corte inglesa. 

### Novelas
Las primeras palabras de la versión en latín de la promesa del lector (Do fidem me nullum librum vel) pueden verse en el sombrero del lingüista en la miniserie de 1996 sobre Los viajes de Gulliver.
Puesto que J. R. R. Tolkien había estudiado filología en Oxford y con el tiempo se hizo profesor, estaba muy familiarizado con el Red Book of Hergest que se conserva en la Bodleiana, y más tarde creó su propio Red Book of Westmarch («Libro Rojo de la Frontera del Oeste») de ficción, narrando la historia de El Señor de los Anillos. Muchos de los manuscritos de Tolkien están ahora en la Biblioteca.
La historiadora y novelista Deborah Harkness ambienta gran parte de la primera parte de su novela de 2011 A Discovery of Witches en la Biblioteca Bodleiana, particularmente en Selden End. La novela también presenta uno de los Manuscritos Ashmolean (Ashmole 782) de la biblioteca como un elemento central del libro.